# クロトンのミロン

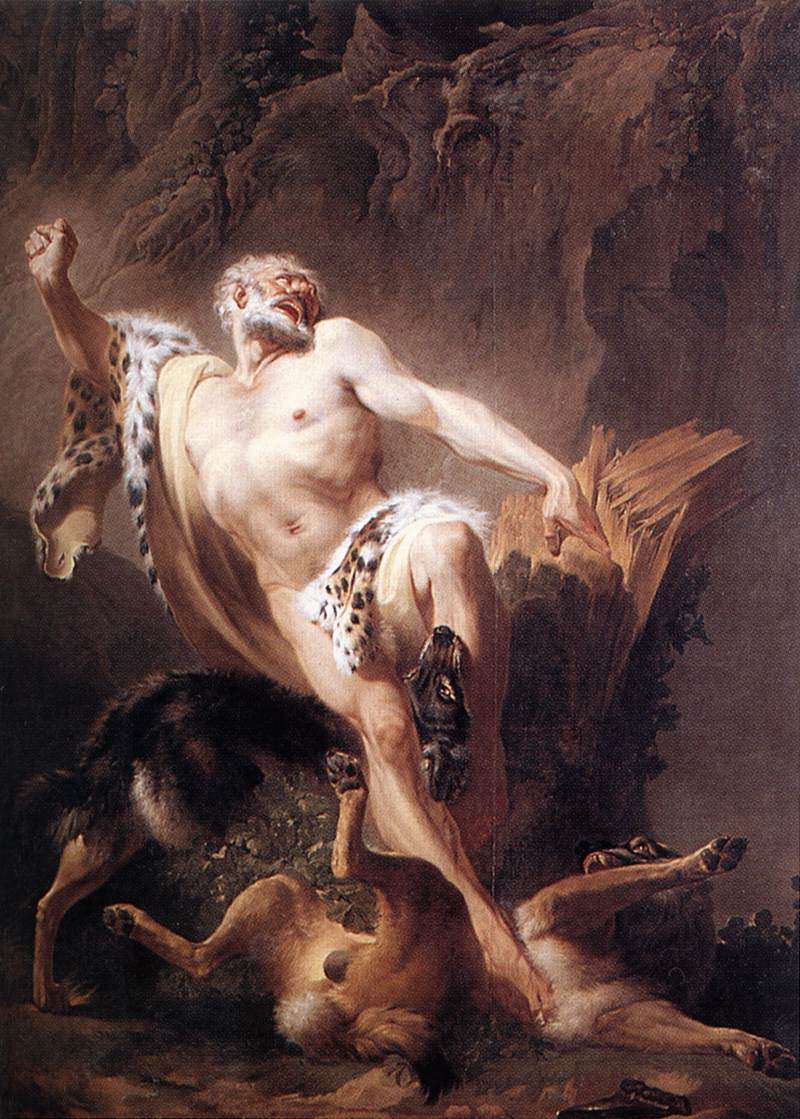
クロトンのミロン (18th century, oil on canvas)

クロトンのミロン（希：Μίλων、英：Milo of Croton）は紀元前6世紀頃に活躍したレスリング選手。古代オリンピックなどの全ギリシア的な競技会で連覇を記録し、24年間も王座を守った。多くのレスリング優勝選手を輩出したマグナ・グラエキアのクロトン出身である。シケリアのディオドロスによれば、彼は競技会での華々しい勝利に加え、船上においても無数の敵兵を薙ぎ倒し、紀元前510年に勃発した隣国シュバリス戦においてクロトン軍の勝利に貢献した。
ミロンは、肩に牛を乗せて運ぶことで鍛えたとされている。その時、額に巻いていたバンドが静脈の膨張によって引きちぎれたとされている。
パウサニアスによれば、ミロンは哲学者ピタゴラスとの関係もあるとされている。ピタゴラスはクロトンに住んでおり、ある日宴会場の屋根が彼に崩れかかった。ミロンは落下してきた屋根をその腕力で支え、危うく下敷きになりかけたピタゴラスを救った。ピタゴラスはそのことに感謝し、娘のミラをミロンに結婚相手として与えた。
ミロンの最期については、以下の話が伝わっている。ある日、ミロンは己の腕力で木を切り倒そうとし、平手で木を引き裂いた。木は引き裂けたものの、彼の手は木の裂け目に挟まって取れなくなってしまった。その時、木が裂けた爆音に驚いた狼の群れがミロンに襲い掛かり、片腕しか使えなかったミロンは狼たちに食い殺されてしまった。